# Trachemys gaigeae
Espèce
Synonymes
- Pseudemys scripta gaigeae Hartweg, 1939
- Pseudemys scripta hartwegi Legler, 1990

Statut de conservation UICN

 VU A2ce+4ce : Vulnérable
Trachemys gaigeae est une espèce de tortue de la famille des Emydidae.

## Répartition
Cette espèce est endémique de l'Amérique du Nord :
- Trachemys gaigeae gaigeae se rencontre aux États-Unis au Texas et au Nouveau-Mexique et au Mexique au Chihuahua et au Coahuila ;
- Trachemys gaigeae hartwegi se rencontre au Mexique au Coahuila et au Durango.

## Liste des sous-espèces
Selon TFTSG (6 juin 2011) :
- Trachemys gaigeae gaigeae (Hartweg, 1939)
- Trachemys gaigeae hartwegi (Legler, 1990)

## Étymologie
Cette espèce est nommée en l'honneur d'Helen Gaige.

## Publications originales
- Hartweg, 1939 : A new American Pseudemys. Occasional Papers University of Michigan Museum of Zoology, no 397, p. 1-4 (texte intégral).
- Legler in Gibbons, 1990 : The genus Pseudemys in Mesoamerica: taxonomy, distribution and origins. Life history and ecology of the slider turtle, Smithsonian Institution Press, Washington D.C. & London, p. 82-105.